# Клеригуш
 Клеригуш  (порт. Igreja dos Clérigos) — католическая церковь в городе Порту, Португалия. Колокольня церкви — Торре-душ-Клеригуш (порт. Torre dos Clérigos) видна из любой точки города и является его символом.
Торре-душ-Клеригуш является самой высокой церковной башней Португалии. Она долгие годы была ориентиром для входящих в гавань кораблей.

## История
Церковь в стиле барокко была построена для братства клириков («Клеригуш») архитектором Никколо Назони по римской схеме. Её строительство было начато в 1732 году и окончено в 1750 году строительством монументальной лестницы. 28 июля 1748, несмотря на то, что здание ещё не было полностью закончено, церковь была открыта для богослужения. Назони вступил в Братство Клириков и, по его просьбе, был похоронен в склепе церкви (1773). В 1917 году на кампанилу забрались два испанских акробата — отец и сын Пуертульянос.

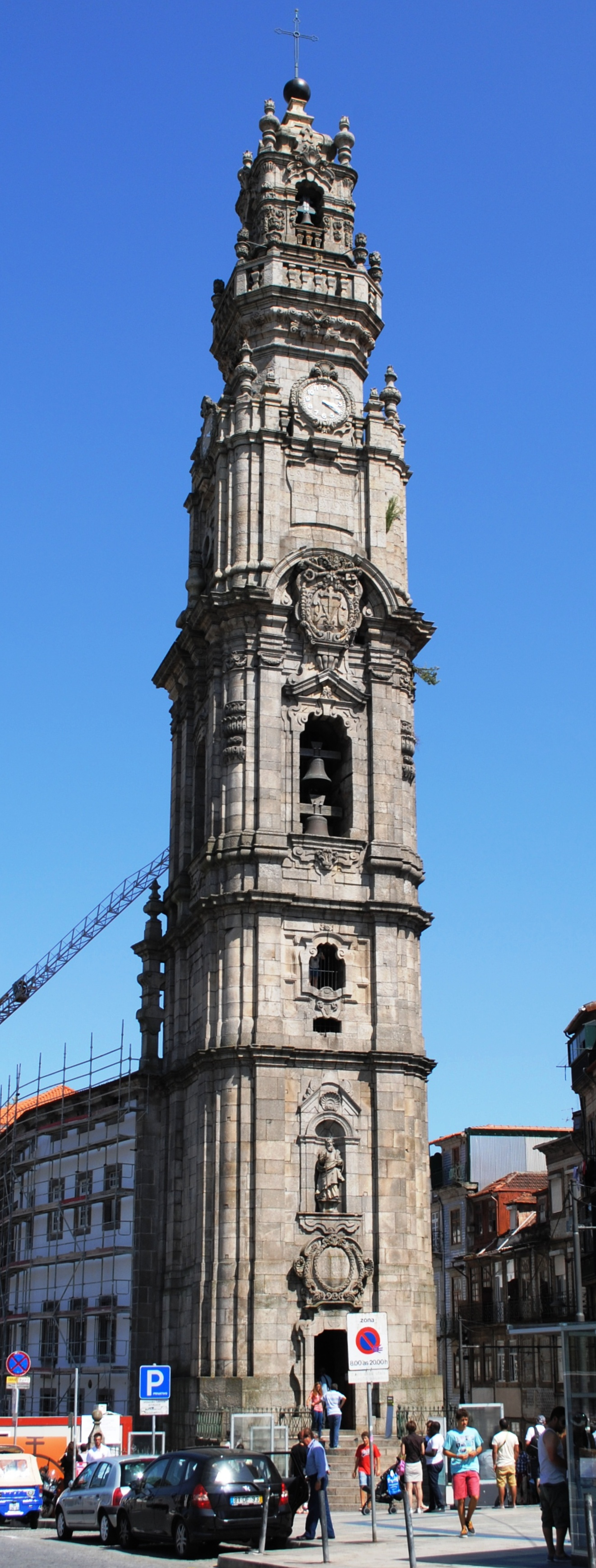
Кампанила церкви Клеригуш

## Архитектура
Главный фасад украшен в стиле барокко характерными рельефами-гирляндами и имеет фронтон. Центральный фриз над окнами представляет символы поклонения. Боковые фасады образуют почти овальную форму церковного нефа. Церковь Клеригуш стала одной из первых в Португалии типичных для барокко «овальных» церквей. Интерьер отделан мрамором и гранитом, украшен резьбой. Алтарную картину создал Мануэль душ Сантос Порто (Manuel dos Santos Porto).
Высокая колокольня, находящаяся на западной стороне позади церкви, построена между 1754 и 1763 годами. Она также оформлена в стиле барокко и украшена статуями святых, хотя своим обликом напоминает тосканские колокольни. Высота колокольни 76 метров. На первом этаже есть дверь увенчанная изображением Святого Павла. Толщина гранитных стен первого этажа достигает двух метров. На шестой этаж, где оборудована смотровая площадка, ведут 225 ступеней по узкой винтовой лестнице. Колокольня Торре-душ-Клеригуш стала символом города Порту. Она является Национальным памятником с 1910 года .